# Fors Clavigera
«Fors Clavigera» — обобщающее название, данное Джоном Рёскином серии писем, адресованных британским рабочим. Были опубликованы в виде брошюр в 1870-х годах. Этими брошюрами Рёскин надеялся повлиять на животрепещущие общественные проблемы (что вполне удавалось его кумиру Томасу Карлейлю).

## Название
Фраза Fors Clavigera («Форс Клавигера») подразумевает три силы, формирующие судьбу человека:
- Сила (Force), символизируемая дубиной (clava) Геркулеса;
- Сила духа (Fortitude), символизируемая ключом (clavis) из Одиссея;
- Удача (Fortune), символизируемой гвоздем (клавусом) Ликурга;

Эти три силы (fors) вместе представляют человеческий талант и способность выбрать подходящий момент, а затем нанести энергичный удар. Эта концепция вытекает из фразы Шекспира: «В делах людей прилив есть и отлив. С приливом достигаем мы успеха». Рёскин полагал, что письма были вдохновлены третьей силой: что он «ударил» в нужный момент, чтобы повлиять на социальные изменения.

## Содержание
Письма, затрагивающие многочисленные проблемы викторианского общества, были призваны передать  моральное и социальное видение Рёскина, выраженное в его книге 1860 года «Это до последнего». Главным образом Рёскина интересовало то, чтобы честный труд воспринимался как высшая нравственная ценность.

## Дело о клевете
В одном из писем Рёскин позволил себе критические высказывания относительно картин Джеймса Уистлера, которые ему довелось видеть в галерее Гросвенор в 1877 году. Он критиковал их как воплощение капиталистического производства в искусстве, как нечто созданное с минимальными усилиями для максимального последующего тиражирования. «Я видел и слышал рассказы о многих примерах наглости кокни, но никогда не ожидал услышать о том, что какой-то хлыщ спрашивает 200 гиней за то, что бросил в лицо публики горшок с красками», — кипятился Рёскин. Из-за резких высказываний Рёскина от Уистлера стали отворачиваться клиенты, и художник решился подать на автора писем в суд за клевету. Хотя Уистлер выиграл дело, но получил только один фартинг компенсации. После проигранного суда Рёскин на какое-то время отошёл от художественной критики. Подробнее см. Судебный процесс Уистлера против Рёскина.